# Little Annie Rooney
Little Annie Rooney is een stomme film uit 1925 onder regie van William Beaudine. De film is gebaseerd op een verhaal van Katherine Hennessey.

## Verhaal
De destijds 32-jarige Mary Pickford speelt Annie Rooney, een asociale tiener die leeft op de straat. Wanneer haar vader wordt vermoord, denkt haar broer dat Annies liefje Joe de dader is. Hij schiet hem dan ook neer in een bloedlustige bui. Annie is overtuigd van zijn onschuld en redt zijn leven. Samen met haar straatbende gaat ze vervolgens op zoek naar de daadwerkelijke moordenaar.

## Rolverdeling
| Acteur          | Personage        |
| --------------- | ---------------- |
| Mary Pickford   | Annabelle Rooney |
| William Haines  | Joe Kelly        |
| Walter James    | Timothy Rooney   |
| Gordon Griffith | Tim Rooney       |
| Spec O'Donnell  | Abie Levy        |